# Verona van de Leur
Verona van de Leur (ur. 27 grudnia 1985 w Goudzie) – holenderska gimnastyczka sportowa i aktorka pornograficzna.

## Życiorys
Urodziła się 27 grudnia 1985 r. w Goudzie. Pod naciskiem rodziców w wieku pięciu lat rozpoczęła treningi w gimnastyce sportowej, najpierw w klubie T.O.O.S. Waddinxveen, a cztery lata później w klubie Pro Patria Zoetermeer. W wieku 14 lat została mistrzynią Holandii.
W 1998 r., jako juniorka, wystąpiła na mistrzostwach Europy. Dwa lata później zdobyła brązowy medal w jednym konkursie i zajęła czwarte miejsce w drugim. W 2001 r. wystąpiła w reprezentacji Holandii na mistrzostwach świata w Gandawie, gdzie drużyna narodowa zajęła 5. miejsce. W związku z tym w kraju reprezentację gimnastyczek uznano za najlepszą drużynę roku. Największe osiągnięcia sportowe uzyskała w 2002 r., gdy w Patras zdobyła pięć medali mistrzostw Europy (dwa srebrne w wieloboju i w skoku, dwa brązowe na równoważni i w ćwiczeniach wolnych oraz srebrny drużynowo), a na mistrzostwach świata na Węgrzech w Debreczynie wywalczyła tytułu wicemistrzyni świata w ćwiczeniach wolnych. W tamtym sezonie Pucharu Świata wygrała klasyfikację w ćwiczeniach wolnych, zaś w skokach i na poręczach zajęła trzecie miejsce. W tym samym roku zdobyła także tytułu sportowczyni roku w Holandii.
Według jej relacji rodzice stosowali wobec niej przemoc psychiczną, zaś trener Frank Louter psychiczną i fizyczną. Wspominała również o ćwiczeniach ponad siły, kontuzjach i bólu. W 2003 r. zmagała się z myślami samobójczymi spowodowanymi nadmierną presją i oczekiwaniami otoczenia, m.in. rodziców. W 2003 r. na mistrzostwach świata była zawodniczką rezerwową, a z powodu częstych kontuzji nie uzyskała kwalifikacji olimpijskiej na igrzyska w Atenach. Wówczas również dochodziło do konfliktów z trenerem Frankiem Louterem, z którym zakończyła współpracę. Próbowała zakończyć karierę, ale presja otoczenia uniemożliwiła jej podjęcie tego kroku. W 2008 roku van de Leur udało się uwolnić z toksycznego środowiska i zakończyć karierę, po czym rodzice zerwali z nią kontakt i wyrzucili z domu, gdyż do tej pory stanowiła dla nich źródło dochodu.
Od tego czasu razem ze swoim chłopakiem przez dwa lata była bezdomna, mieszkając w samochodzie. By się wyżywić, czasami kradła jedzenie ze sklepów. W 2009 r. wygrała proces przeciwko ojcu, którego oskarżyła o sprzeniewierzenie pieniędzy, które zarobiła na zawodach i sponsoringu (m.in. w kasynie w Las Vegas). Wygrała przeciw niemu dwie sprawy, odzyskując 62 tys. euro. W 2010 r. została oskarżona o szantaż, po tym jak sfotografowała w parku parę uprawiającą seks i zażądała pieniędzy za usunięcie zdjęcia. Spędziła 72 dni w areszcie, podczas których próbowano przypisać jej także posiadanie dziecięcej pornografii, ale zarzut ten odrzucono w sądzie jako oparty na fałszywych dowodach i skazano ją wyłącznie za szantaż. Dzień przed procesem wszystkie szczegóły oskarżenia opublikowała holenderska prasa.
W 2011 r. wraz ze swoim partnerem przyjęła ofertę pracy w branży pornograficznej jako dziewczyna przed kamerą. Jej chłopak również zaangażował się w tę działalność, będąc jej fotografem. Swoją decyzję motywowała wyjątkowo złą sytuacją finansową po procesie. Z czasem założyła własną firmę i witrynę internetową, zatrudniła modelki do filmów, a sama występowała sporadycznie i wyłącznie ze swoim chłopakiem, głównie zajmując się interakcją z fanami. W branży pornograficznej pracowała łącznie 8 lat, póki nie uregulowała swoich problemów finansowych.
W 2019 r. wycofała się z biznesu pornograficznego, choć nadal publikowała roznegliżowane zdjęcia w mediach społecznościowych, została też modelką, autorką książek i blogerką. W tym okresie zaangażowała się także w ruch #metoo i sprawę byłego lekarza amerykańskich gimnastyczek Larry’ego Nascara, którego skazano na 175 lat pozbawienia wolności za molestowanie 160 zawodniczek. W szkołach prowadziła pogadanki na temat radzenia sobie z problemami psychologicznymi oraz zaczęła współpracę ze związkami sportowymi w sprawie ochrony młodych gimnastyczek przed molestowaniem i zmuszaniem do ciężkiej pracy.
W 2020 r. wydała swoją autobiografię Simply Verona.